# Міца Тодорович
Міца Тодорович (1900—1981) — боснійська художниця, одна з засновників Асоціації образотворчих художників Боснії і Герцеговини. Перша жінка в Боснійській академії наук і мистецтв, пережила концтабір Другої світової.

## Біографія
Народилася в Сараєво в 1900 р. Середню освіту здобула в місцевій Жіночій школі. У 1920 році вступила до Академії образотворчих мистецтв у Загребі, де була єдиною жінкою у своєму класі. Закінчила школу в 1926 році і повернулась до Сараєво, де знаходився центр усіх видів візуального мистецтва. Міца Тодорович їздила до Італії, де вивчала мистецтво епохи Відродження. 
Під час Другої світової війни була ув'язнена в концтаборі Стара Градішка, а згодом вислана до Австрії на примусові роботи. 
У 1945 році Міца Тодорович була членкинею-засновницею Асоціації художників Боснії і Герцеговини. Першою з жінок стала повноправною членкинею Боснійської академії наук і мистецтв, а також членкинею Сербської академії наук і мистецтв. Тодорович була однією з перших професорів в Школі прикладного мистецтва в Сараєво, де працювала до виходу на пенсію. 
Померла у 1981 році і похована на Голому кладовищі.

## Творча діяльність
Перша виставка Міци Тодорович відбулась в Англії в 1930 році. Як соціалістка вона співпрацювала з колективом "Загреб Земля", що виставляв роботи по всій Європі. Група складалася з художників, що працювали в наївних стилях, представляючи життя робочого класу.  У 1932 році Тодорович повернулася до Сараєво і стала членкинею Комуністичної партії Югославії.  
У 1945 році Тодорович була єдиною художницею, що давала свідчення в Державній комісії з питань встановлення воєнних злочинів у Белграді. В якості доказів було використано її серію малюнків "Останні жертви Ясеноваца і Градішки", на яких зображено життя в концтаборах.  
Після Другої світової війни людські фігури зникають з творчості Тодорович, і вона черпає натхнення в предметах навколо себе. Перша персональна виставка Тодорович відбулася в Белграді лише в 1954 році. Потім були художні виставки в Сараєво в 1962 і 1975 роках, а також ще раз у Белграді в 1968 році. 
У 1959 році картиною "Венеція" мисткиня започаткувала "білу фазу кар'єри". З 1962 року її творчість розвивається, Тодорович використовує пастель і олійні фарби. У 2019 році роботи Тодорович, створені між 1929 і 1933 роками, виставлені у Національній галереї Боснії та Герцеговини. У колекції галереї понад 300 її робіт, деякі з яких постійно експонуються.

### Втрачені роботи
У 1992 році десятиповерхова будівля, що належала газеті "Ослобождение ", була зруйнована, і серед втрат були фотографії, зроблені Тодорович.

## Нагороди
- Орден "За заслуги перед народом" "Золота зірка".
- Орден Червоного прапора.

## Пам'ять
Вулиця в Гориці, район Сараєво, на якій мешкала Міца Тодорович, носить її ім'я.